# João de Lancastre, Duque de Aveiro
D. João de Lancastre ou de Alencastro (1501 — 22 de Agosto de 1571) 1.º marquês de Torres Novas (criado em 1520 por D. Manuel I) e 1.º duque de Aveiro (criado em 1535 por D. João III). Filho de D. Jorge de Lancastre, Duque de Coimbra, filho bastardo e legitimado do rei D. João II de Portugal, e de sua mulher D. Beatriz de Vilhena.

## Origem
Apresentado na corte pelo pai com 12 anos. Entrou no serviço do infante D. João, futuro D. João III de Portugal, e recebeu de D. Manuel I o título de Marquês de Torres Novas por carta passada em Évora, em 27 de março de 1520.
Pouco tempo depois, estando ajustado o casamento do infante D. Fernando com D. Guiomar Coutinho, herdeira dos condados de Marialva e de Loulé, pretendeu o Marquês  de Torres Novas opor-se a esse enlace, alegando que há muito casara casado clandestinamente com a senhora. A questão foi debatida por canonistas e teólogos, e o Marquês foi preso no castelo de S. Jorge por nove anos, até que o Rei encarregou novamente teólogos e canonistas de a resolverem. Persistindo a condessa contra o marquês, a causa foi decidida contra ele em 1529, realizando-se o casamento em 1530. Camilo Castelo Branco escreveu sobre o assunto seu drama «O marquês de Torres Novas».
D. João retirou-se para Setúbal, e só voltou à corte quando D. João III o agraciou com o título de Duque de Aveiro em Janeiro de 1547 (segundo as «Memórias Históricas e Genealógicas dos Grandes de Portugal», de D. António Caetano de Sousa). Parece que não se pode fixar a data da mercê, talvez anterior a 1535, ano em que o duque acompanhou a Barcelona o infante D. Luís, quando saiu do reino para tomar parte na expedição de Túnis. Em 1537 foi mandado a Madrid para apresentar a Carlos V os pêsames pela morte da sua esposa D. Isabel, filha do Rei D. Manuel I.
D. João pretendeu casar com uma filha de D. Jaime I, Duque de Bragança, mas desistiu pela oposição de D. João III. O rei porém, em 1547 propôs-lhe outro casamento, realizado em Almeirim em 1547 quando se uniu a D. Juliana de Lara e Menezes, filha de D. Pedro de Menezes, 3.º Marquês de Vila Real, e de D. Beatriz de Lara, sua prima. É possível também que lhe fosse concedido então o título de Duque de Aveiro.
Em 1552 recebeu o honroso cargo, juntamente com o bispo-conde de Coimbra, D. João Soares de Urrô, de ir receber à fronteira D. Joana de Áustria, filha de Carlos V e de Isabel de Portugal, noiva do Príncipe D. João Manuel, herdeiro do trono, consórcio de que nasceu o futuro rei D. Sebastião, que sucedeu ao avô, D. João III. Apresentou-se com extraordinário luxo e grandeza na cerimónia.
Foi feito alcaide-mor do castelo de Sesimbra.
Mandou construir o convento da Arrábida, que deu o nome a esta província religiosa, fundada por Frei Martinho de Santa Maria; também fundou o convento que esta província teve no lugar de Liteiros, próximo de Torres Novas; concorreu com importantes somas para se concluir o convento de São Domingos de Coimbra.

## Obra escrita
- «Paixão de Christo», tirada dos quatro evangelistas, Lisboa, 1542;
- «Carta à rainha D. Catarina no tempo da sua Regência acerca do Duque de Bragança D. Teodosio pedir a Sua Alteza o titulo de Duque para seu filho». São 13 páginas em que persuade a rainha que o mesmo título se dê a seu filho primogênito, o marquês de Torres Novas. Saiu no tomo VI das «Provas da História Genealógica da Casa Real», de página 36 a 45, Lisboa, 1748.

## Descendência
Teve um filho ilegítimo, homônimo seu, já que batizado D. João de Lancastre, que tomou o hábito da ordem dominicana e morreu em Castela.
Casou em Almeirim, Almeirim, a 22 de Fevereiro de 1547 com D. Juliana de Lara (c. 1525), nascendo: 
- 1- D. Jorge de Lencastre (1558-4 de agosto de 1578 em Alcácer Quibir), 2º duque de Aveiro. Fidalgo da Casa Real, antes da morte do pai usava o título de Marquês de Torres Novas. Nessa qualidade assistiu às cortes de 1562 e de 1568. Acompanhou o rei D. Sebastião a África em 1574, depois à entrevista com Filipe II em Guadalupe, e também com o Rei embarcou de novo para África na expedição de 1578. Na batalha de Alcácer Quibir comandou um corpo de cavalaria organizado à sua custa, composto de gente sua; e tomando parte na carga dada pelo próprio Rei para livrar a artilharia que os inimigos tinham quase tomado, caiu morto, como muitos fidalgos. Era casado com D. Madalena de Giron, filha do 4º Conde de Ureña, fidalgo espanhol, e irmã do 1º Duque de Ossuna. Através deste casamento foi pai de D. Juliana de Lencastre, nascida até 1578 e morta em 1636. Depois de demanda com seu primo D. Álvaro de Lencastre acerca da sucessão da casa e ducado de Aveiro, D. Juliana veio a casar com ele, por determinação do rei D. Filipe II em 1588. D. Álvaro era filho de D. Afonso de Lencastre, comendador-mor de Santiago, e Dona Violante Henriques.

- 2- D. Pedro Dinis de Lencastre, senhor da capitania de Porto Seguro, mordomo-mor do rei D. Sebastião de Portugal. Morreu aos 26 anos, casado com Filipa da Silva, 4.ª condessa de Portalegre. Sua filha D. Juliana da Silva (bap. 5 de Agosto de 1575) morrera um pouco antes dele.